# Shinobius yulong
Espèce
Shinobius yulong est une espèce d'araignées aranéomorphes de la famille des Trechaleidae.

## Distribution
Cette espèce est endémique du Tibet en Chine,. Elle se rencontre dans le xian de Dinggyê.

## Description
Le mâle holotype mesure 4,28 mm et la femelle paratype 5,35 mm.

## Systématique et taxinomie
Cette espèce a été décrite par Zhang, Yu et Zhang en 2024.

## Publication originale
- Zhang, Yu & Zhang, 2024 : « The third species of the genus Shinobius Yaginuma, 1991 from Asia (Araneae, Trechaleidae). » Zootaxa, no 5537(1), p. 141-146.